# Plateaux (Gabão)
Plateaux é um departamento da província de Haut-Ogooué, no Gabão.